# Evangelische Emmausgemeinde Moskau
Die Evangelische Emmausgemeinde Moskau ist eine Auslandsgemeinde der Evangelischen Kirche in Deutschland. Die Personalgemeinde besteht aus Angehörigen der Deutschen Botschaft Moskau, deutscher Unternehmen und Organisationen sowie der Deutschen Schule Moskau und deren Familien sowie aus Mitgliedern der österreichischen und schweizerischen Community. Diese leben und arbeiten größtenteils eine begrenzte Zeit in Russland. Einige deutsche und russische Gemeindeglieder leben dauerhaft in Moskau.
Die Emmausgemeinde ist nicht Teil der Evangelisch-Lutherischen Kirche in Russland, der Ukraine, in Kasachstan und Mittelasien (ELKRAS), unterhält aber freundschaftliche Verbindungen dorthin.

## Geschichte
Am 15. Dezember 1976 wählten die westlichen deutschsprachigen evangelischen Christen in Moskau den ersten Vertrauensausschuss (Gemeindeleitung). Als Vertreter der EKD war Oberkirchenrat Klaus Kremkau, Europareferent im Außenamt der EKD, bei der Wahl anwesend. Die Wahl fand in den Räumlichkeiten der Botschaft der Bundesrepublik Deutschland statt. Zur ersten Vorsitzenden des Vertrauensausschusses wurde Uta Böhm, Lehrerin an der westdeutschen Botschaftsschule, gewählt. Die Gemeindegruppe gab sich den Namen Evangelische Gemeindegruppe deutscher Sprache in Moskau. Sie wurde im Rahmen von Pastorationsbesuchen durch Geistliche aus Stockholm (Hauptpastor Walter Wiese), Helsinki (Pfarrer Fritz-Gert Meyer) oder von Deutschland aus betreut. Parallel entstand in der Gemeindegruppe der Plan, eine dauerhafte Entsendung eines/einer Geistlichen durch die EKD zu erreichen. Im August 1977 wurde dieses Vorhaben bei einem Treffen im Außenamt der EKD in Frankfurt am Main von OKR Kremkau und der Vorsitzenden Uta Böhm formuliert.
Zum ersten von der EKD entsandten Pfarrer der Gemeindegruppe berief man Pastor Hans-Peter Friedrich aus der Evangelischen Kirche im Rheinland zum 1. Oktober 1980 zunächst für drei Jahre auf die Pfarrstelle für ausländische evangelische Christen deutscher Sprache in der UdSSR mit Sitz in Moskau, der im September 1981 in seinen Dienst eingeführt wurde. Bei der Einführung durch den Präsidenten des Kirchlichen Außenamtes der EKD Auslandsbischof Heinz Joachim Held waren u. a. der Deutsche Botschafter Andreas Meyer-Landrut sowie der stellv. Leiter des kirchlichen Außenamtes der Russisch-Orthodoxen Kirche Erzbischof Platon anwesend. Im Jahre 1992 folgte Michael Kraatz und im Jahr 2000 Pfarrer Fridtjof Amling. Zum 25. Jubiläum im Jahr 2006 gab sich die Gemeinde den Namen Evangelische Emmausgemeinde Moskau. Das Pfarrehepaar Christina und Markus Schnepel hatte ab 2009 für 6 Jahre die Pfarrstelle der Emmausgemeinde inne. Im September 2015 übernahm Pfarrerin Aljona Hofmann aus der Evangelischen Kirche Berlin-Brandenburg-schlesische Oberlausitz die Pfarrstelle bis Ende August 2021. Anlässlich des 40-jährigen Bestehens der Gemeinde wurde 2020 eine Festschrift herausgegeben. Pfarrerin Hofmann wechselte im September 2021 an die Evangelische Kirchengemeinde Prenzlauer Berg Nord und Ruhestandspfarrer Christian Braune aus Hamburg übernahm bis Juni 2022 die Vakanzvertretung der Emmausgemeinde. Seit Herbst 2024 hat Pfarrer Fridtjof Amling in seiner zweiten Amtszeit die Pfarrstelle inne. 

## Gemeindeprofil
Die Gemeindegruppe wird vom Vertrauensausschuss geleitet. Die einzige hauptamtliche Stelle ist die Pfarrstelle. Sonntags wird deutschsprachiger Gottesdienst in Festsaal der Deutschen Botschaft gefeiert. Parallel wird ein Kindergottesdienst angeboten. Neben der seelsorgerlichen Betreuung der Gemeindeglieder gibt es u. a. Konfirmandenunterricht, Gemeindeabende, Kinderbibeltage, Ausflüge und diakonische Projekte. Die Pfarrerin bzw. der Pfarrer erteilt Religionsunterricht an der Deutschen Schule Moskau.